# 宝塚市立すみれガ丘小学校
宝塚市立すみれガ丘小学校（たからづかしりつ すみれがおかしょうがっこう）は、兵庫県宝塚市すみれガ丘1丁目に所在する公立小学校。

## 沿革
- 1990年（平成2年）
  - 4月1日 - 宝塚市立宝塚小学校から分離して開校。
  - 日付不明 - 開校記念碑落成。
- 1991年（平成3年） - すみれガ丘小育成会開設。宝塚北高校との千吉おどり交流開始。
- 1992年（平成4年） - 松江市立雑賀小学校と姉妹校提携。
- 1993年（平成5年） - 校舎増築完成（南棟4教室・北棟図書室・第2理科室）。松江市立雑賀小学校との姉妹校交流開始。
- 1995年（平成7年）1月17日 - 5時46分頃に阪神淡路大震災発生。体育館が地域避難所になる。
- 1999年（平成11年） - コンピューター教室整備完了。創立10周年記念集会開催。
- 2002年（平成14年） - 動場改修工事完了。エレベーター設置。
- 2007年（平成19年） - 施設冷房化工事完成。
- 2008年（平成20年） - 運動場西側フェンス設置。
- 2018年（平成30年） - 宝塚コミュニティースクールモデル校指定。
- 2019年（令和元年） - 防災スピーカー設置。創立30周年記念航空写真撮影。

## 通学区域と進学先中学校
出典

### 通学区域
- すみれガ丘1丁目（全域）
- すみれガ丘2丁目（全域）
- すみれガ丘3丁目（全域）
- すみれガ丘4丁目（全域）
- 御殿山4丁目（11番3号〜16号、12番〜30番、31番1号〜9号）

### 進学先中学校
公立学校に進学する場合
- 宝塚市立御殿山中学校

## 通学区域が隣接している学校
- 宝塚市立宝塚小学校

## 周辺
- 学校法人清泉学園すみれ幼稚園 - 進学前幼稚園のひとつで、本校校地西側に隣接。
- セブンイレブン宝塚すみれガ丘1丁目店
- 中国自動車道 - ただし、道路が通るだけで、宝塚ICは離れている。
- このほか、ラ・ビスタ宝塚サウステラスなどのマンション・アパートやすみれガ丘南公園などの公園も点在。

## アクセス
- 阪急バス「182」・「183」の各系統で、「すみれガ丘1丁目」停留所下車後、徒歩3分。